# Струмишка каза
Струмишката каза е каза в Османската империя, част от Солунския санджак на Солунския вилает в началото на XX век. Център на казата е град Струмица. 
В 1895 година по Османското салнаме Струмишката каза има 16 020 души мухамедани и 17 750 немухамедани (християни и евреи). През 1898 година жители на казата са 15 414 мухамедани и евреи, а християните са 20 330. Към 1900 година според статистиката на Васил Кънчов („Македония. Етнография и статистика“) казата брои 23 602 българи християни, 14 930 турци, 1650 цигани, 700 евреи, или общо 40 882 души.
След Балканските войни казата остава в границите на Царство България, но след Първата световна война влиза в границите на Кралство СХС.